# Jüdischer Friedhof (Gestorf)

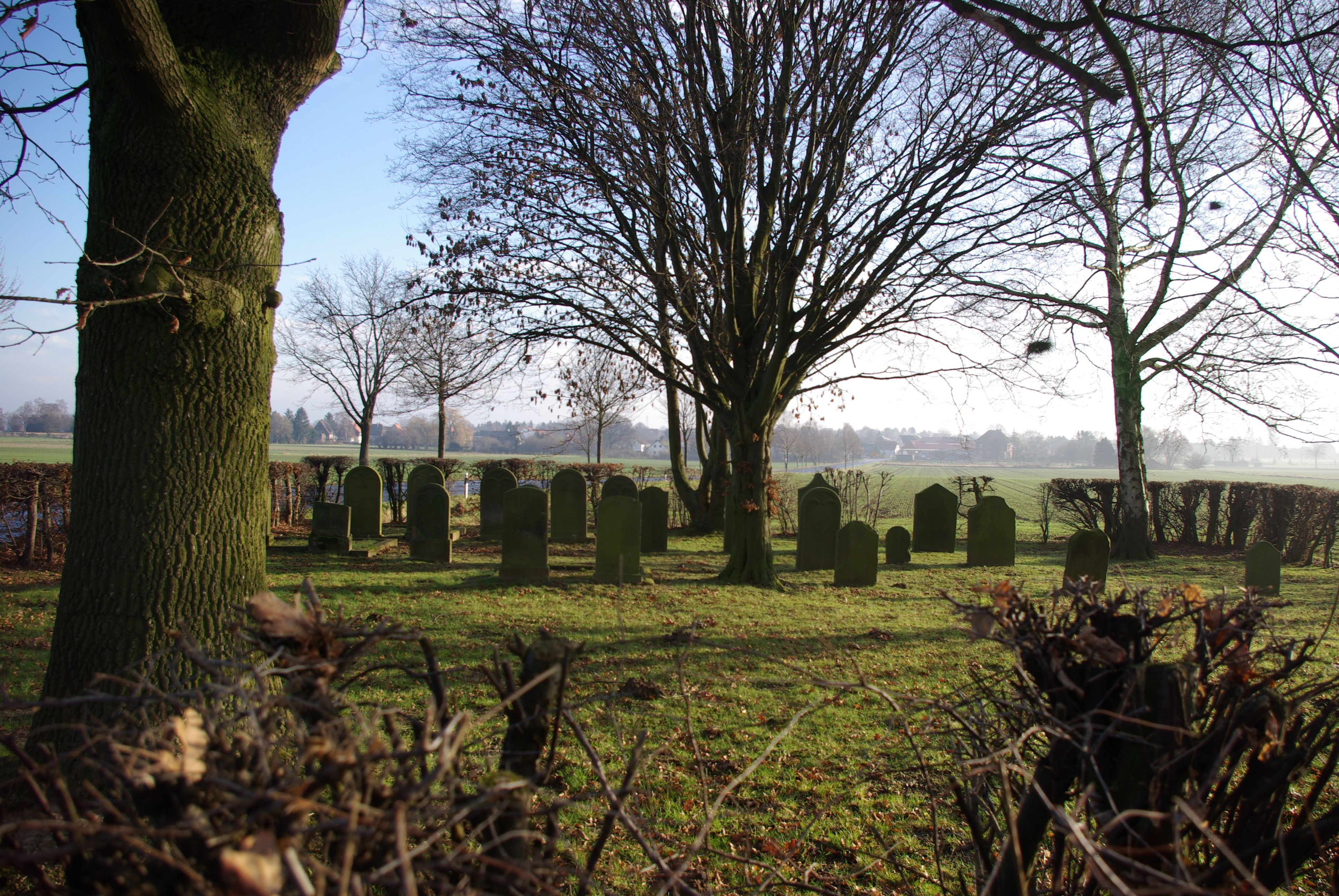
Der jüdische Friedhof an der Kreisstraße von Gestorf nach Völksen

Der Jüdische Friedhof Gestorf ist ein jüdischer Friedhof im Ortsteil Gestorf der niedersächsischen Stadt Springe in der Region Hannover. Er ist ein geschütztes Kulturdenkmal.
Auf dem Friedhof an der K 216 von Gestorf nach Völksen befinden sich 22 Grabsteine. Der älteste stammt aus dem Jahr 1783.

## Geschichte

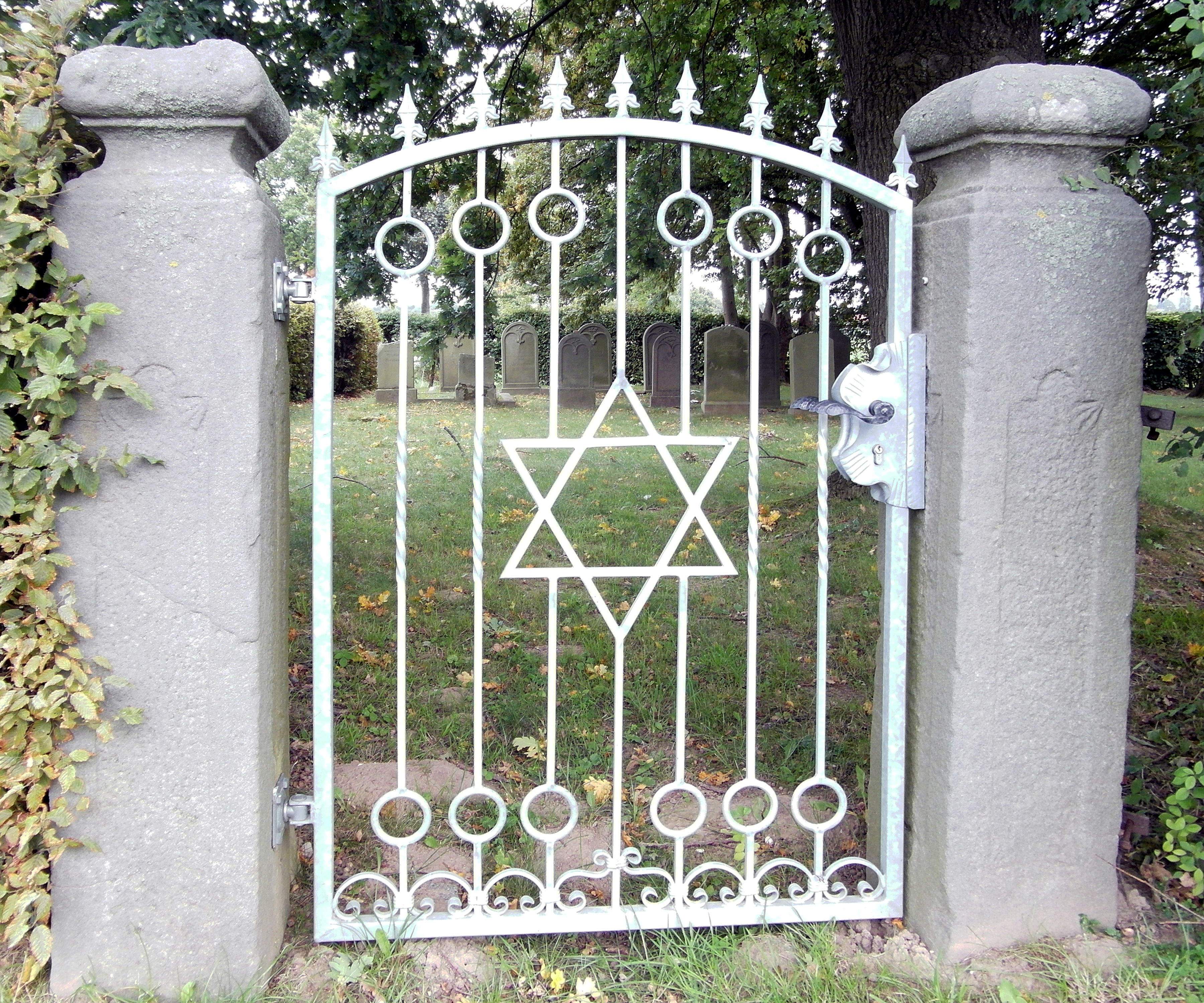
Eingangstor

Der Friedhof wurde von 1783 bis 1932 belegt. 1928 wurden dort mehrere Grabsteine umgeworfen und zerschlagen. Im Juni 1939 wurde der Friedhof geschlossen, 1944 wurde er vom Oberpräsidenten in Hannover an Privatpersonen verkauft. Der Friedhof befindet sich jetzt im Besitz des Landesverbandes der Jüdischen Gemeinden von Niedersachsen.